# Port international de Port-au-Prince
Le port international de Port-au-Prince (UN/LOCODE : HTPAP) est le principal port de Haïti. Situé à Port-au-Prince dans la baie qui baigne la ville, il est en partie géré par l'Autorité Portuaire Nationale, alors qu'une autre partie est gérée par des acteurs privés.